# Климино (Красноярский край)
Климино — деревня в составе сельского поселения Заледеевский сельсовет в Кежемском районе Красноярского края.

## Географическое положение
Деревня расположена в 24 километрах по прямой на северо-запад от города Кодинск на правом берегу Ангары.

## Климат
Климат резко континентальный. Характерно тёплое лето и умеренно суровая малоснежная зима. Зимой устанавливается область высокого давления. Самый холодный месяц в году январь со среднемесячной температурой −26,9 °C. Абсолютный минимум равен −60 °C. Переход среднесуточной температуры к положительным температурам происходит в конце апреля. Самый тёплый месяц — июль, со среднемесячной температурой +18,4 °C. Абсолютный максимум +37 °C. Переход к среднесуточной температуре выше +10 °C осуществляется в конце мая. Расчётная температура самой холодной пятидневки −50 °C. Продолжительность отопительного периода составляет 254 дня. Годовое количество осадков составляет 283 мм. Летние осадки, в период с апреля по октябрь, составляют 77 % годовой суммы осадков, с максимумом в июле, августе, сентябре.

## Население
| 1989 | 2002 | 2010 |
| ---- | ---- | ---- |
| 293  | ↘238 | ↘192 |

Постоянное население 238 человек (2002), в том числе русские 90 %. 192 человека (2010, перепись).